# Nathan F. Twining

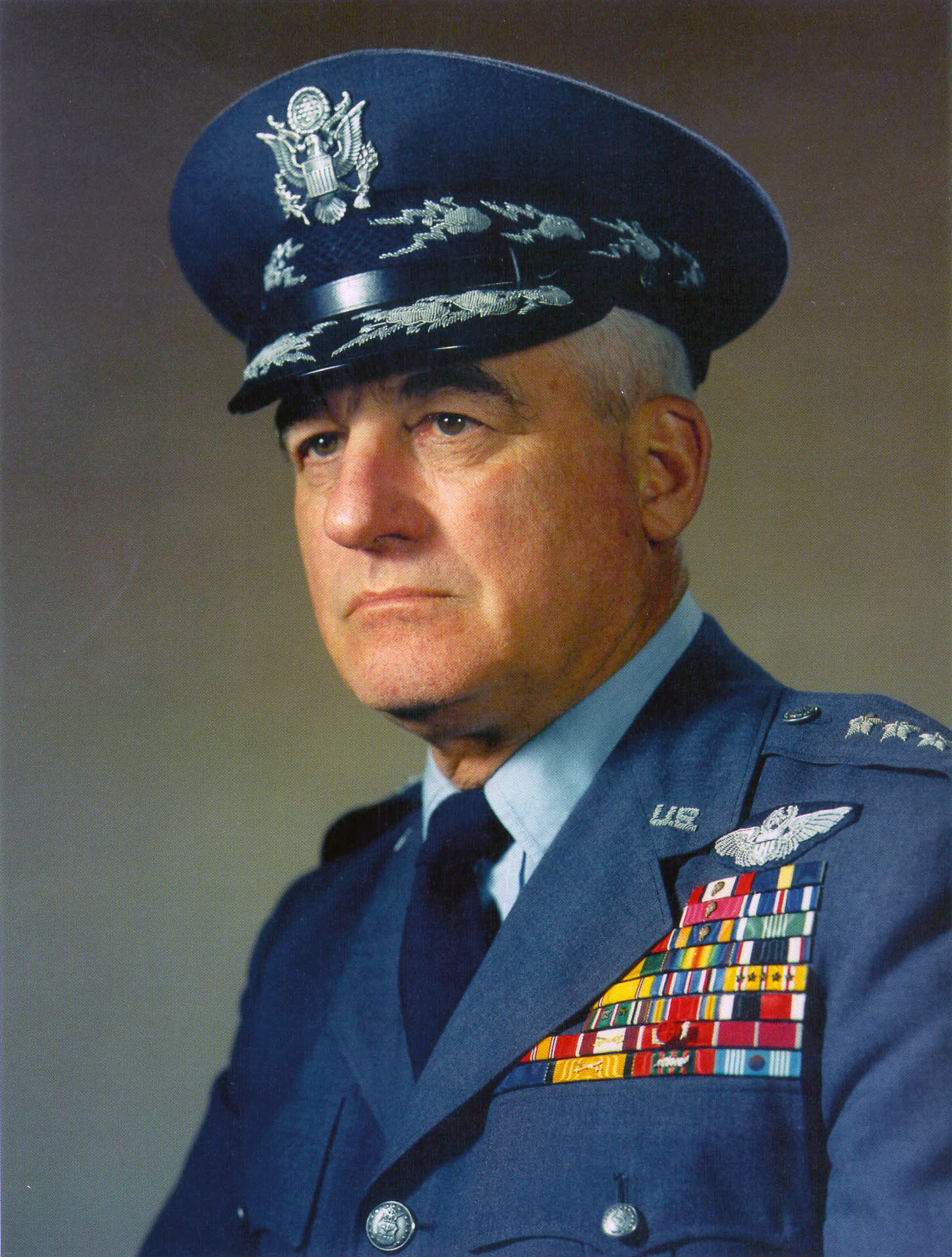
General Nathan F. Twining

Nathan Farragut Twining (* 11. Oktober 1897 in Monroe, Wisconsin; † 29. März 1982 in San Antonio, Texas) war ein US-amerikanischer General der US Air Force und sowohl Chief of Staff of the Air Force als auch Vorsitzender der Joint Chiefs of Staff.

## Leben
Nach dem Schulbesuch trat er 1916 in die Oregon National Guard ein und war 1918 Absolvent der US Military Academy in West Point. Anschließend diente er bei der Infanterie. Twining schloss dann eine Pilotenausbildung ab und wurde Fluglehrer, bevor er 1926 in das neuaufgestellte United States Army Air Corps wechselte. Nach anfänglicher Tätigkeit als Flugausbilder wurde er bald in Stabspositionen, unter anderem auf Hawaii, und später als Staffelkommandeur eingesetzt. Ab 1935 besuchte er nacheinander die Kurse der Air Corps Tactical School und des Command and General Staff College.
1940 wurde er zum Air Staff nach Washington, D.C. versetzt, wo er nach dem Eintritt der Vereinigten Staaten in den Zweiten Weltkrieg im Dezember 1941 zur Operationsabteilung kam. Im Juli 1942 folgte seine Ernennung zum Chef des Stabes des Kommandierenden Generals der Army Air Forces im Südpazifik, Millard Harmon. Ab Januar 1943 führte er die 13. US-Luftflotte im Pazifik und wurde im November des gleichen Jahres auf den europäischen Kriegsschauplatz abberufen. Twining wurde als Vertreter von General Carl A. Spaatz Oberbefehlshaber der 15. US-Luftflotte. Sie griff von ihren Basen in Süditalien (im Raum Foggia) in die Kämpfe in Italien ein und attackierte weitere Ziele im deutschen Machtbereich (z. B. Ploiești in Rumänien); ab 1944 unterstützte sie die in England stationierte stärkere 8. US-Luftflotte durch transalpine Angriffe auf den Südosten des Deutschen Reichs. Am 5. Juni 1945 wurde Twining zum Generalleutnant befördert. Anfang August 1945 übernahm er den Befehl über die 20. Luftflotte im Pazifik, die wenige Tage später die Atombombenabwürfe auf Hiroshima und Nagasaki durchführte. Anschließend war er nach dem Ende des Weltkrieges bis 1947 Kommandierender General des Air Materiel Command.
Nach der offiziellen Gründung der US Air Force am 18. September 1947 wurde Twining Oberkommandierender der Streitkräfte in Alaska (Alaskan Command). Während dieser Zeit soll er auch Mitglied von Majestic 12 geworden sein, einem Geheimkomitee, das angeblich 1947 gegründet wurde, um UFO-Aktivitäten zu untersuchen. Anschließend kehrte er ins Pentagon nach Washington, D.C. zurück und war dort 1950 für kurze Zeit zunächst Stellvertretender Stabschef der Air Force für Personal (Air Force Deputy Chief of Staff for Personnel). Daraufhin war er als General zwischen 1950 und 1953 Stellvertretender Generalstabschef der US Air Force (Vice Chief of Staff of the Air Force).
Am 30. Juni 1953 wurde Twining Generalstabschef der US Air Force (Chief of Staff of the Air Force) und bekleidete diese Funktion vier Jahre lang bis 30. Juni 1957.
Zuletzt wurde er im Anschluss am 15. August 1957 Vorsitzender der Vereinigten Stabschefs (Joint Chiefs of Staff). Diesen Posten hatte er bis zu seinem Eintritt in den Ruhestand am 30. September 1960 inne.
Twining wurde auf dem Nationalfriedhof Arlington beigesetzt.
Sein Bruder Merrill B. Twining war General des US Marine Corps und unter anderem von 1955 bis 1956 Kommandeur der 1. US-Marineinfanteriedivision.

## Auszeichnungen
Auswahl der Dekorationen, sortiert in Anlehnung der Order of Precedence of the Military Awards:
- Army Distinguished Service Medal (2 x)
- Navy Distinguished Service Medal
- Legion of Merit (2 x)
- Distinguished Flying Cross
- Bronze Star
- Air Medal
- Army Commendation Medal
- Knight Kommander of the Order of the British Empire
- Kommandeur der französischen Ehrenlegion
- Kommandeur des französischen Nationalverdienstordens
- Croix de guerre mit bronzener Palme
- Phönix-Orden
- Großkreuz des Phönix-Ordens
- Großkreuz des Weißen Elefantenordens